# Heterostegane sennarensis
Heterostegane sennarensis là một loài bướm đêm trong họ Geometridae.